# Dieden, Demen en Langel

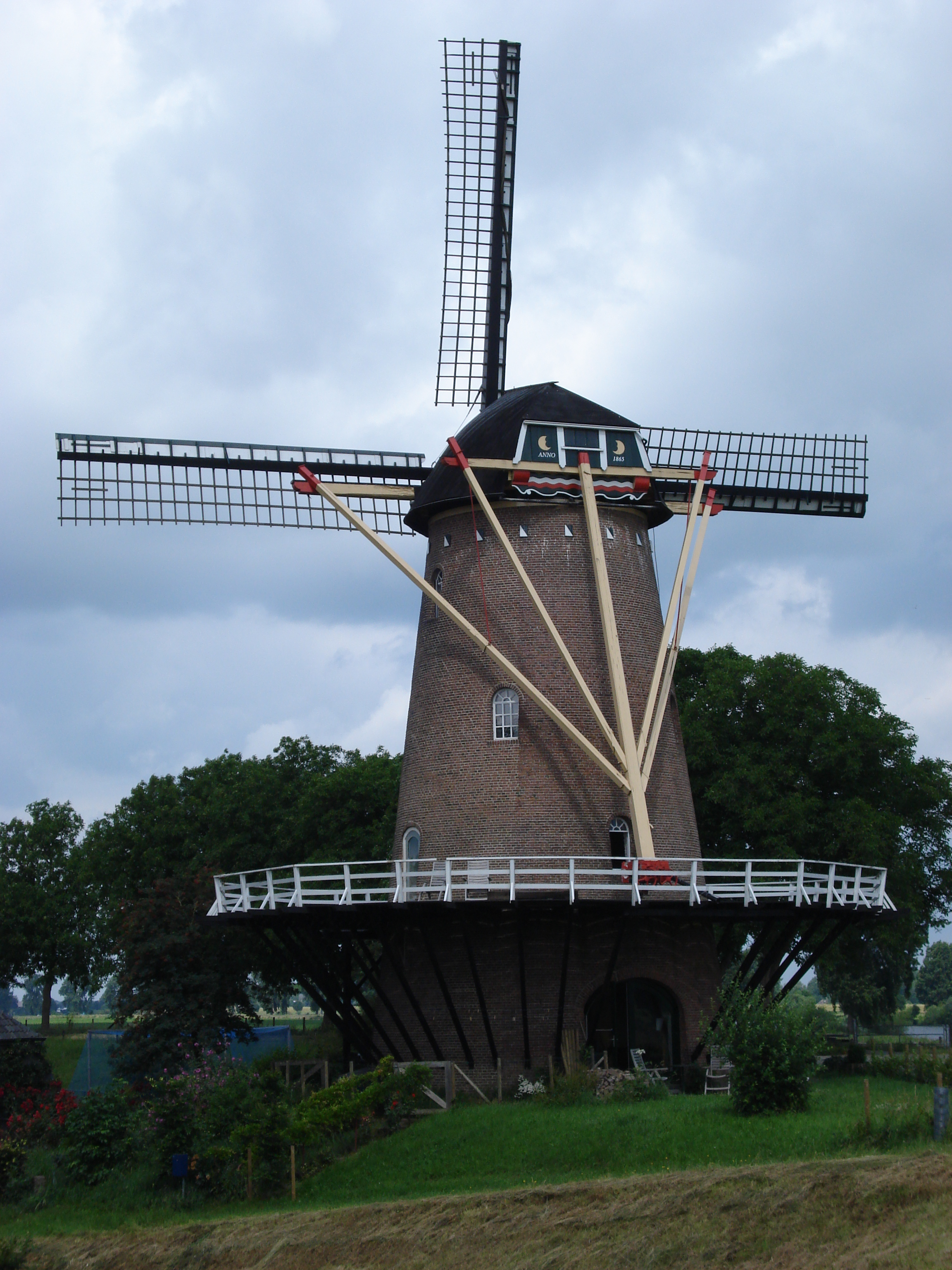
Le moulin de Dieden

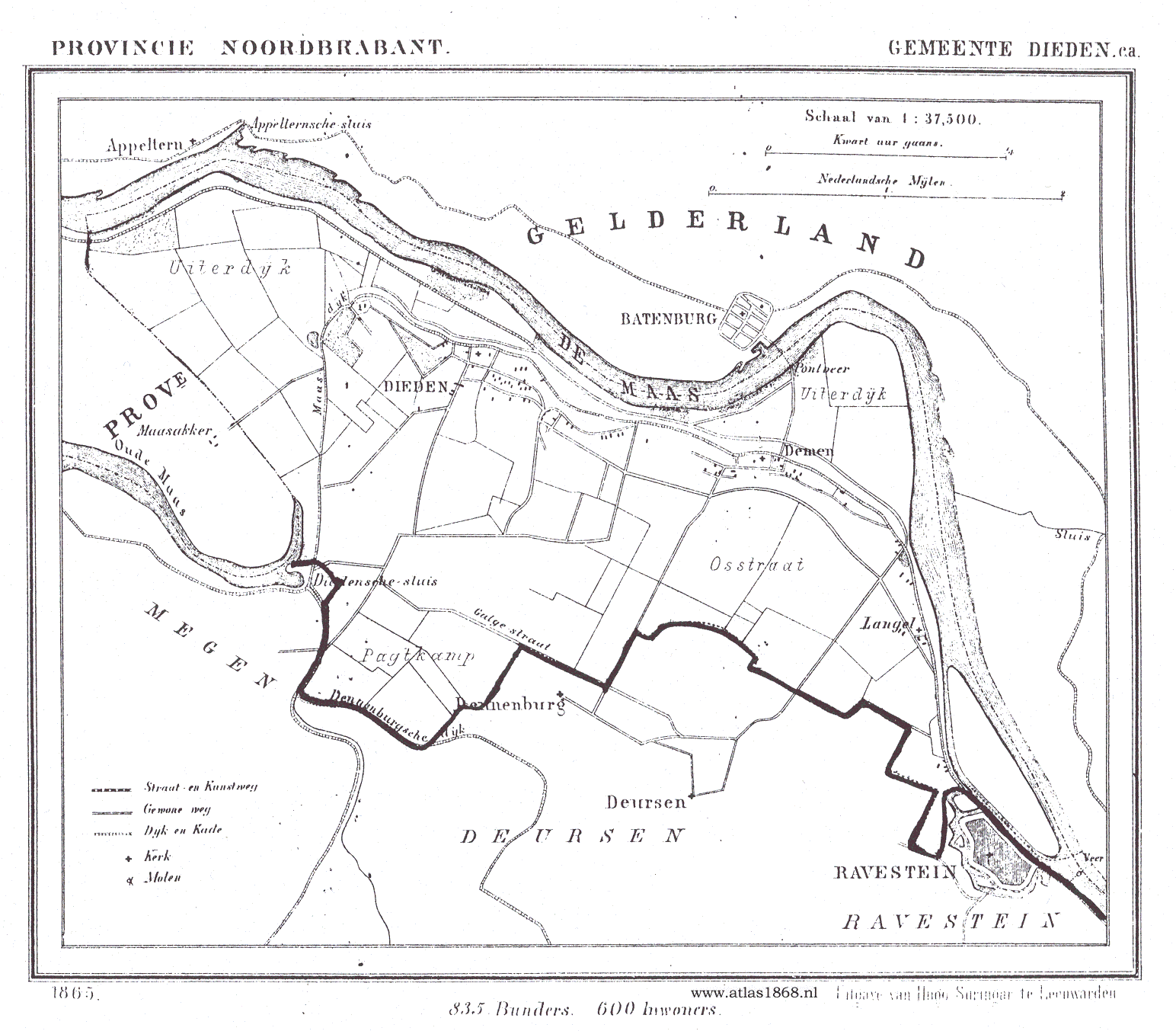
Carte de Dieden, Demen en Langel en 1865

Dieden, Demen en Langel est une ancienne commune néerlandaise de la province du Brabant-Septentrional sur la rive gauche de la Meuse.

## Histoire
Dieden était une Seigneurie du comté de Gueldre devenu duché, qui par la canalisation de la Meuse a changé de rive et a été annexé en 1810 par la province du Brabant-Septentrional.
Demen et Langel, anciennes seigneuries du Pays de Ravenstein (pays indépendant sous Napoléon, annexé au Brabant-Septentrional) ont formé en 1700 la commune de Demen en Langel. Pour le distinguer de Overlangel, Langel a été renommé Neerlangel.
À la fondation du Royaume des Pays-Bas, 1810, ces trois villages sont rassensemblés dans la commune de Dieden, Demen en Langel ou Dieden c.a. (= cum 'annexis), qui à son tour a été annexée par l'ancienne commune de Ravenstein. Fait exceptionnel, Ravenstein a choisi de s'attacher librement en 2003 à la commune d'Oss.
Pour de plus amples informations, voir les articles sur chacune des trois localités.

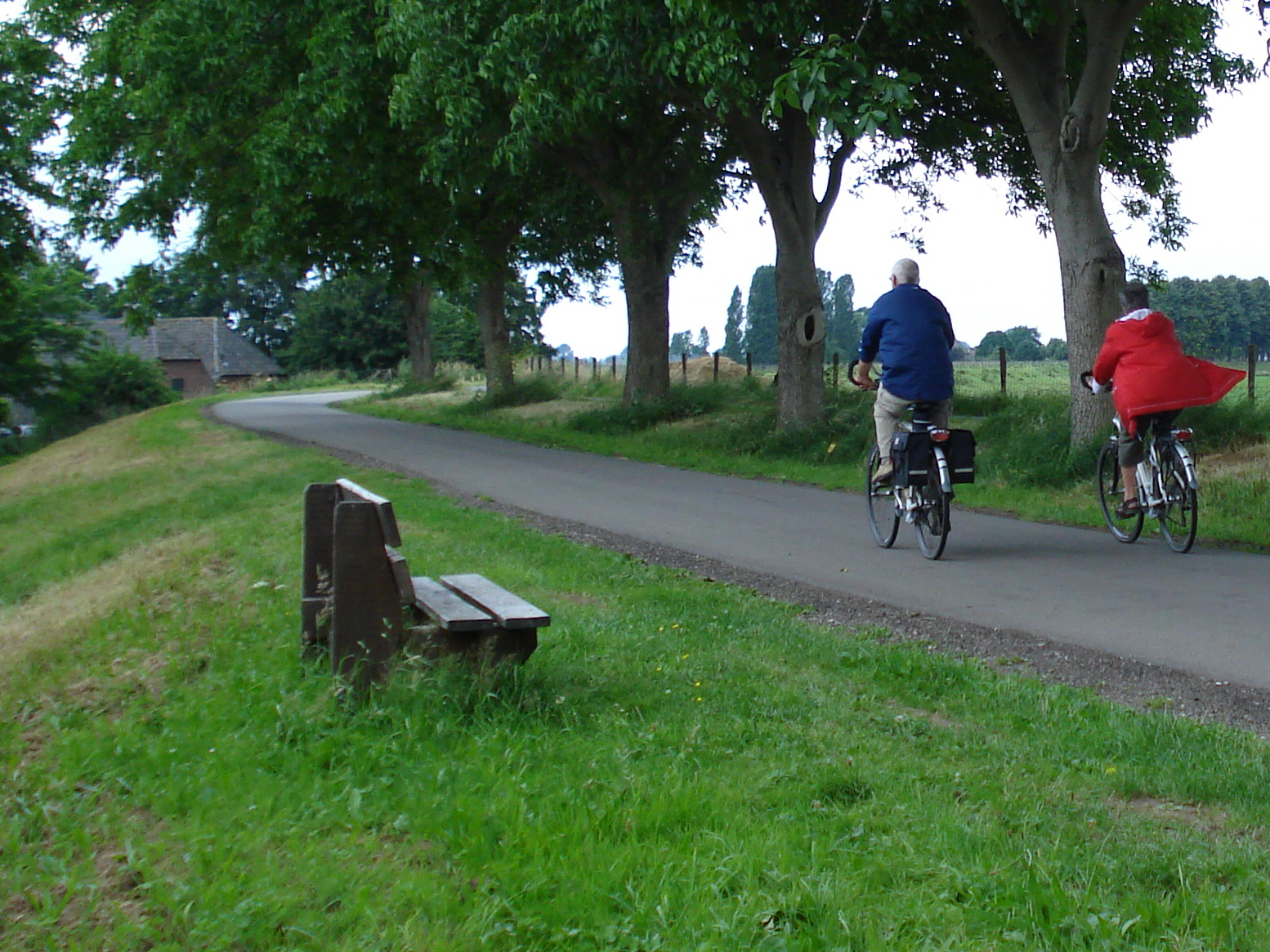
cyclotourisme sur la digue de la Meuse

## Population par localité (1840 et 2005)
| Nom        | Habitants 1840 | Habitants 2005 |
| ---------- | -------------- | -------------- |
| Dieden     | 309            | 209            |
| Demen      | 167            | 231            |
| Neerlangel | 99             | 76             |
| Total      | 575            | 516            |